# 韩旭 (1968年)
韩旭（1968年6月—），河北张北人，工程力学专家，河北工业大学党委书记、校长。入选中华人民共和国教育部2009年度“长江学者”特聘教授、万人计划领军人才，任河北省机械工程学会理事长。
1990年从哈尔滨工业大学航天与工程力学系本科毕业后，进入张家口煤矿机械厂工作，任助理工程师；1995年至1997年在哈尔滨工业大学航天工程及力学系攻读硕士；1997年至2001年到新加坡国立大学攻读博士；2001年至2002年在南洋理工大学攻读博士后。2004年起到湖南大学任教，2008年任湖南大学机械与运载工程学院院长，2015年任湖南大学副校长。2016年任河北工业大学党委副书记、副校长；次年任河北工业大学党委副书记、校长；2022年任河北工业大学党委书记、校长。